# BK Drott
Bollklubben Drott var en fotbollsklubb från Helsingborg i Skåne, hemmahörande på Raus Plantering. Klubben grundades 1918 och upphörde som förening 1991 då de slog sig samman med Helsingborgs Södra BK och Helsingborgs BoIS för att skapa Helsingborgs Södra BIS.
Klubben har spelat fyra säsonger i den näst högsta divisionen i fotboll, och var nära att gå upp i Allsvenskan bl.a. säsongerna 1930/31 blott en poäng bakom värsta konkurrenten Malmö FF, och 1932/33 då de kom tvåa bakom Halmstads BK. Klubben har även spelat tretton säsonger i den tredje högsta divisionen.
Spelardräkten var blåvitrandig tröja och blå byxor. Hemmaplan var länge Heden, men när man spelade i elitfotbollen var det Olympia. Publikrekordet var 1.518 åskådare.